# Хоби Лов
Хоби Лов е български телевизионен канал.
Каналът е развлекателен. Част е от мрежата на Булсатком. Програмата има специализиран профил - лов и риболов.